# Trichocereus chalaensis
Trichocereus chalaensis ist eine Pflanzenart aus der Gattung Trichocereus in der Familie der Kakteengewächse (Cactaceae). Das Artepitheton chalaensis verweist auf das Vorkommen der Art bei Chala in der peruanischen Region Arequipa.

## Beschreibung
Trichocereus chalaensis wächst strauchig mit mehreren aufrechten Zweigen und erreicht Wuchshöhen von bis zu 4 Metern. Die zylindrischen Triebe weisen Durchmesser von bis zu 15 Zentimetern auf. Es sind acht breite Rippen vorhanden, die oberhalb der Areolen quer gefurcht sind. Die darauf befindlichen Areolen stehen in den Kerben. Aus ihnen entspringen dunkelbraune Dornen, die im Alter heller werden. Die zwei bis drei Mitteldornen sind bis zu 5 Zentimeter lang. Die sechs bis zehn Randdornen weisen eine Länge von bis zu 1 Zentimeter auf.
Die trichterförmigen, weißen Blüten öffnen sich in der Nacht. Sie werden bis zu 17 Zentimeter lang und weisen einen Durchmesser von 10 Zentimetern auf.

## Verbreitung und Systematik
Trichocereus chalaensis ist in der peruanischen Region Arequipa auf Küstenhügeln verbreitet, wo sie häufig von Felsen herabhängt.
Die Erstbeschreibung durch Werner Rauh und Curt Backeberg wurde 1957 veröffentlicht. Ein nomenklatorisches Synonym ist Echinopsis chalaensis (Rauh & Backeb.) H.Friedrich & G.D.Rowley (1974).

## Nachweise